# Stazione di Bethnal Green
La stazione di Bethnal Green è una stazione situata nel borgo londinese di Tower Hamlets. È servita ogni ora da otto treni suburbani transitanti sulle due direzioni delle ferrovie della Valle del Lea.